# 阿兰·博利厄
阿兰·博利厄（法語：Alain Beaulieu，1962年—），是加拿大魁北克的一位法语作家。

## 概述
阿兰·博利厄首先在蒙特利尔的杂志《STOP》上发表短篇小说，然后，有5部小说在美洲魁北克出版社出版。这五部小说分别是1997年出版的《疯狂的酒吧》（Fou-Bar）、1998年3月出版的《最后那张床》（Le Dernier Lit）、1999年11月出版的《失去的儿子》（Le Fils perdu）和2002年出版的《昂得黑的独奏》（Le Solo d’André）－该小说被列入2002-2003年度「青少年交流组织奖」（一个魁北克的文学作品奖项）的获奖者名单。他的第五部小说出版于2004年3月，名叫《保龄球手》（Le Joueur de quilles），这部小说获得了五大洲法语作品奖、魁北克市奖－魁北克国际图书沙龙奖和魁北克图书馆预定图书奖的提名。
他为青少年写的小说《在東大門》（Aux portes de l'Orientie）在2005年秋季问世。该书获得了2006年度魁北克市－魁北克国际图书沙龙奖中的青少年类奖。属于同一系列的第二部小说名叫《太子港的阳光下》（Sous le soleil de Port-au-prince）问世于2007年4月。
2006年10月，他發表了《柏纳荷·匹沃的白色卡迪拉克》（La Cadillac blanche de Bernard Pivot），该书以一些魁北克作家和一些法国作家在巴黎的一家餐馆聚会发生的故事为主要情节。该小说获得了2007年度的魁北克市－魁北克国际图书沙龙奖。
2002年12月，他的剧本《圖騰種植都是錯誤的》（Un Totem planté tout croche）和《從未考慮》（Tant pis）发表在《今日蒙特利尔戏剧》（Théâtre d'Aujourd'hui de Montréal）上。2005年他的剧本《瑪特納》（Materna）发表在《戏剧潜望镜》（Théâtre Périscope）上。
2009年秋季，他出版了《苦澀土地》（Terres amères）作品集，包含了《瑪特納》與《從未考慮》等作品。同期，他还出版了他的傑德和喬納斯系列的第三部小说《仙特拉里斯的藍色太陽》（Les Soleils bleus de Centralie）（另外两部是《在東大門》和《太子港的阳光下》）。
他的小说《帕西拉的郵差》（Le Postier Passila）於2010年5月由法国的 Actes Sud 出版社出版。2010年9月22日在魁北克的书店首賣。
阿兰·博利厄是魁北克拉瓦爾大學文学系的教授。